# زيتون رأس الرجاء
زيتون رأس الرجاء (الاسم العلمي:Olea capensis) هو نوع من النباتات يتبع جنس الزيتون من الفصيلة الزيتونية.
قالب:Auto images

## معرض صور

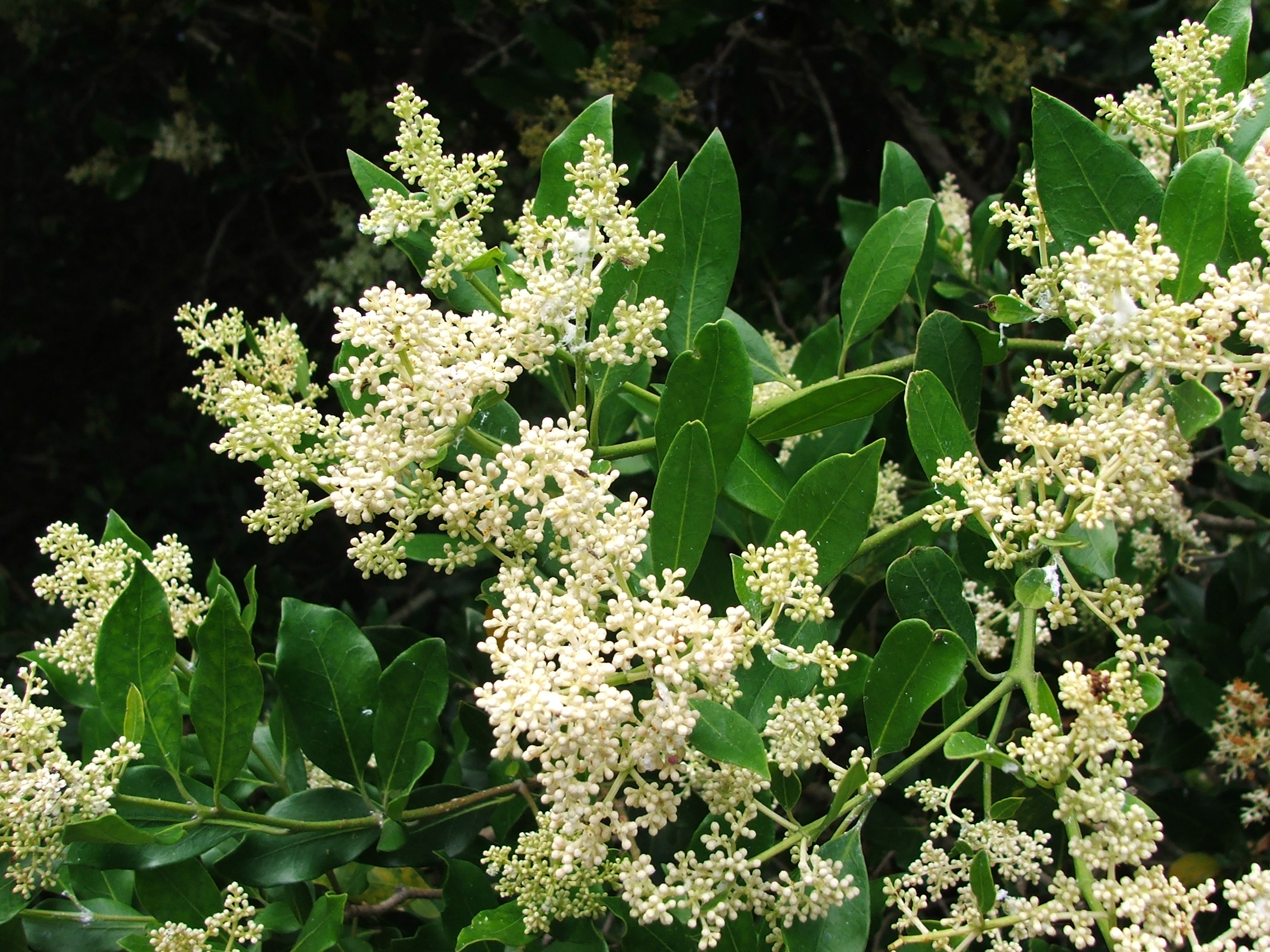
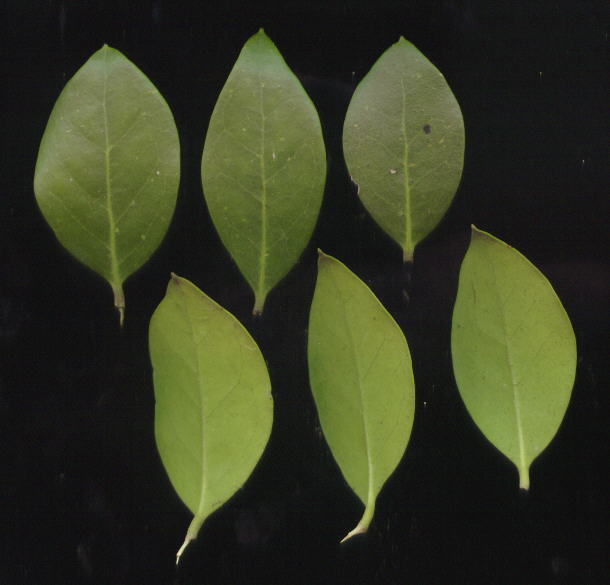
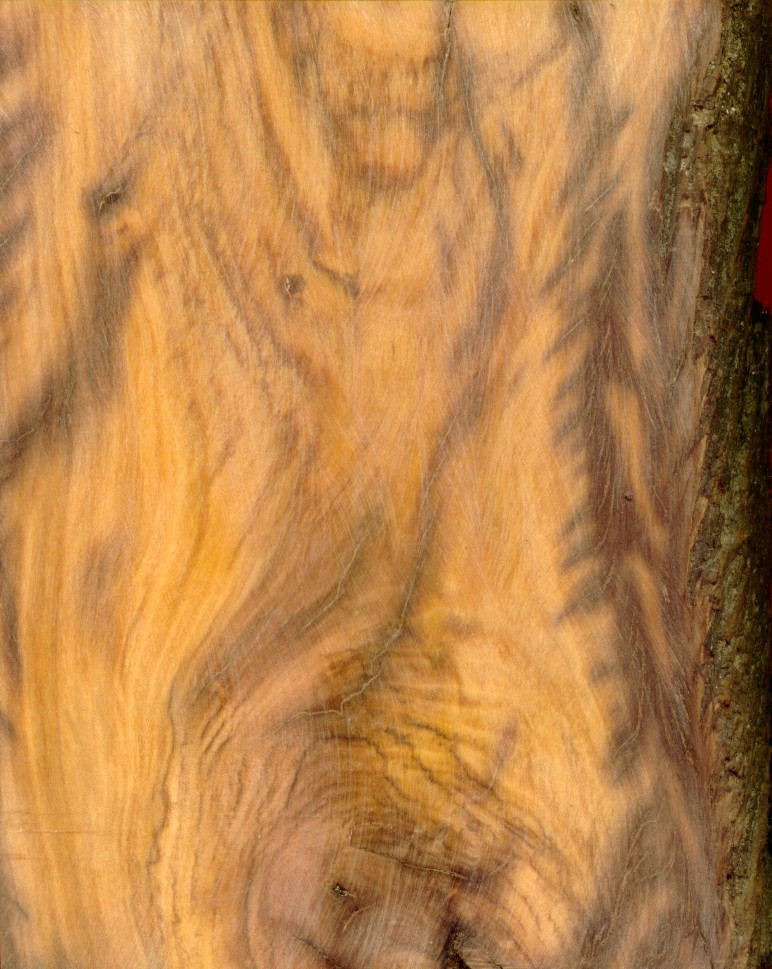
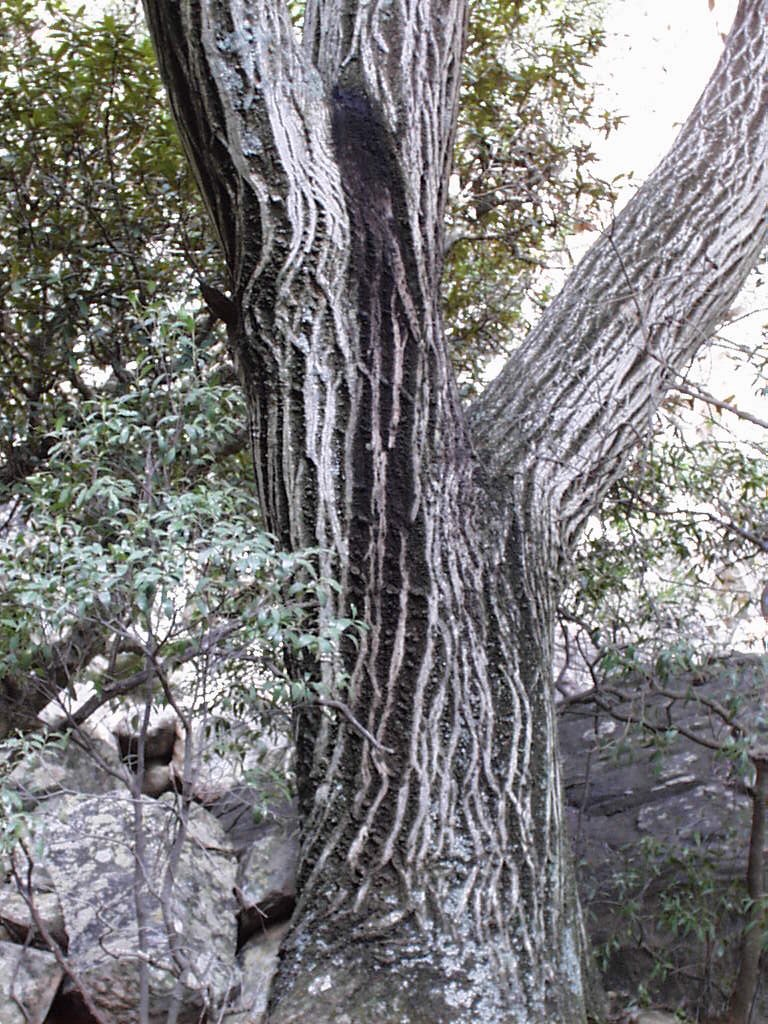